# Leonie Rysanek
Pour les articles homonymes, voir Léonie.
Leonie Rysanek (née le 14 novembre 1926 à Vienne, Autriche - morte le 7 mars 1998 à Vienne) était une soprano autrichienne, réputée pour l'expressivité de son chant et la puissance de sa voix. 

## Biographie
Son premier rôle fut Agathe du Freischütz de Carl Maria von Weber en 1949. Puis, elle s'attaqua à Sieglinde (à Bayreuth en 1951), Elsa (Bayreuth 1958), Senta (Bayreuth 1959), Chrysothemis dans Elektra (enregistrement de studio de 1953 dirigé par Richard Kraus) et surtout l'Impératrice de La Femme sans ombre de Richard Strauss dès 1954. Si elle choisit ce rôle plutôt que celui de la Teinturière, considéré comme le rôle principal, ce fut en raison des aigus et du fort caractère de l'Impératrice (qu'elle chanta à l'occasion de la réouverture de l'Opéra de Vienne en 1955).
Elle fut entre 1955 et 1985 un des piliers de l'Opéra de Vienne. Cependant, ce fut sa Lady Macbeth au Metropolitan Opera, en remplacement de Maria Callas, qui lança sa carrière internationale. En studio, elle enregistra Desdémone (Otello) pour RCA aux côtés de Jon Vickers, Senta (Le Vaisseau fantôme) pour Decca aux côtés de George London ou encore Leonore (Fidelio) sous la direction de Ferenc Fricsay pour DG entre 1958 et 1961. 
En 1965, à Bayreuth, dans La Walkyrie, elle incarne Sieglinde (rôle qu'elle avait déjà enregistré sous la direction de Wilhelm Furtwängler en 1954) aux côtés du Siegmund de James King, sous la direction enflammée de Karl Böhm. 
Elle élargit progressivement son répertoire jusqu'à Elektra, qu'elle incarna prodigieusement une seule fois, mais jamais sur scène. Pour Karl Böhm, elle accepta de se mesurer à ce rôle, un des plus lourds du répertoire, en 1981, en studio. Ce fut le dernier enregistrement du maestro autrichien et il servit de bande son au film-opéra expressionniste de Götz Friedrich.
Son répertoire était également riche d'autres incarnations magnétiques : Amelia, Elsa et Ortrud de Lohengrin, Salomé ou encore la Médée de Luigi Cherubini.
Elle se reconvertit ensuite en Clytemnestre dans les années 1990. Elle fut d'ailleurs une des rares chanteuses à interpréter les trois rôles féminins principaux de Elektra de Richard Strauss : le rôle titre, Clytemnestre et Chrysothémis, comme en témoigne un album du label Orfeo regroupant plusieurs extraits de l'opéra. Elle fait d'ailleurs ses adieux à la scène en chantant Clytemnestre, le 25 août 1996 au Festival de Salzbourg, aux côtés de l'Elektra de Hildegard Behrens, sous la baguette de Lorin Maazel.
Après une carrière d'une remarquable longévité, de presque cinquante ans, elle mourut en 1998 d'un cancer, à l'âge de 71 ans.
Sa sœur Lotte était elle aussi une cantatrice renommée.

## Sources
- Dictionnaire encyclopédique Wagner, sous la direction de Timothée Picard, Arles, Actes Sud / Paris, Cité de la musique, 2010.
- L’Univers de l’opéra. Œuvres, scènes, compositeurs, interprètes, sous la direction de Bertrand Dermoncourt, Paris, Robert Laffont, coll. « Bouquins », 2012.
- Le Nouveau Dictionnaire des interprètes, sous la direction de Alain Pâris, Paris, Robert Laffont, coll. « Bouquins », 2015.